# ماركو بيانكي
ماركو بيانكي (بالإيطالية: Marco Bianchi)‏ (3 أغسطس 1990 غرومو أبولا إيطاليا - ) هو لاعب كرة قدم إيطالي، يلعب كمدافع.

## روابط خارجية
- ماركو بيانكي على موقع اتحاد إستونيا (الإنجليزية)
- ماركو بيانكي على موقع قاعدة بيانات كرة القدم.إي يو (الإنجليزية)
- ماركو بيانكي على موقع Soccerway.com (الإنجليزية)
- ماركو بيانكي على موقع عالم كرة القدم.نت (الإنجليزية)